# Ever After: A Cinderella Story
Ever After: A Cinderella Story es una película estadounidense de 1998, dirigida por Andy Tennant y protagonizada por Drew Barrymore, Anjelica Huston y Dougray Scott en los papeles principales. El guion, a cargo de Susannah Grant, Andy Tennant y Rick Parks, está inspirado en el cuento Cenicienta de los Hermanos Grimm. La canción principal de la película, "Put Your Arms Around Me", es interpretada por la banda británica  Texas.

## Argumento
En el siglo XIX, la Gran Dama Marie Thérèse hace llamar a los hermanos Grimm a su palacio, donde debaten sobre la interpretación del cuento de ‘’Cenicienta’’ y observan un retrato en la habitación. Marie enseña entonces un zapato de cristal y les cuenta la historia de Danielle de Barbarac, la verdadera historia de ‘’Cenicienta’’. En la Francia del siglo XVI, Auguste de Barbarac, padre de una joven Danielle, contrae matrimonio con Rodmilla de Ghent, una rica baronesa con dos hijas, pero muere de un ataque al corazón poco después dejando a Danielle con una madrastra y dos hermanastras que ella apenas conocía, además de que la Baronesa sienta envidia de la afección que tenía Auguste por su hija Danielle y la trata miserablemente. Una de las dos hijas de la Baronesa, Marguerite, abusa de ella mientras que su otra hermana, Jaqueline, se mantiene en silencio. Para cuando Danielle cumple los 18, se ha convertido en una sirvienta en su propio hogar, cuidando de abejas y huertos, y sin separarse del último regalo de su padre, una copia de  Utopía de Tomás Moro. Mientras está recogiendo manzanas, Danielle ve a un hombre robar el caballo de su padre y lo desbanca con una de las manzanas. Al reconocer que es el Príncipe Henry, se avergüenza de sus actos. El príncipe le da un saco de oro a cambio de su silencio, que ella utiliza para rescatar a su sirviente, Maurice, al cual la Baronesa vendió para hacer frente a sus deudas.
La huida de Henry de sus responsabilidades en la corte se ve frustrada cuando se encuentra con un grupo de gitanos robando a un hombre. El hombre es Leonardo da Vinci, que ha sido llamado a la corte, y vuelve con él. Mientras tanto, Danielle se ha preparado como una “señora de la corte” y ha ido a comprar a Maurice, pero los guardas se niegan alegando que ha sido deportado a las colonias del Nuevo Mundo. Discute por su liberación, y cuando el Príncipe Henry escucha la conversación, ordena que lo liberen. Asombrado por la inteligencia de Danielle, suplica por su nombre. Danielle, en su lugar, le da el nombre de su madre, ‘’Condesa Nicole de Lancret’’. El Rey Francis y la Reina Marie de Francia le dicen a Henry que debe elegir una mujer antes de la mascarada, o tendrá que casarse con la princesa española Gabriella. Todas las familias de la nobleza reciben una invitación, y al principio Danielle cree que ella también está incluida. Cuando está recogiendo trufas se vuelve a encontrar con Henry, esta vez en compañía de Leonardo. Debaten intensamente hasta que Danielle huye. Enrique la intenta buscar, invitándola a visitar una biblioteca de un monasterio cercano. En el camino a casa son abordados por el grupo de gitanos, que se divierten con el enfado de Danielle y acuerdan dejarla libre con todo lo que pueda llevar. Recoge a Henry y les ofrecen un caballo. Pasan la noche en el campamento gitano, antes de besarse por primera vez y planear la siguiente cita.
A la mañana siguiente, Danielle atrapa a la Baronesa y Marguerite robando el vestido y los zapatos de su madre para que Marguerite los lleve a la mascarada. Después de que Marguerite la insulte con la muerte de su madre, Danielle la golpea en el ojo y la persigue por la mansión hasta que la amenaza con lanzar ‘’Utopía’’ al fuego. Danielle devuelve el vestido de su madre a la Baronesa a cambio del libro, pero Marguerite lo lanza al fuego por despecho. Jacqueline, que había sido testigo de todo lo ocurrido, intentó tranquilizar a Danielle diciendo que Marguerite no debería haber hecho los comentarios sobre su madre. Cuando se encuentra con Henry al día siguiente, desea contarle la verdad, pero tiene miedo de que él la rechace después de confesarle su amor. Después de que la Baronesa descubre que Danielle es en realidad la Contesa Nicole, se enfrenta a ella y la acusa de robar el vestido y los zapatos, puesto que han desaparecido de la habitación de Marguerite. Cuando Danielle se niega a devolverlos, la Baronesa la encierra en la cocina. Su amigo de la infancia Gustave, después de darle su castigo a un criado de la corte real por ser un soplón para la baronesa, consigue que Leonardo la libere de su prisión, y le hace un par de alas para la mascarada, junto con el vestido y los zapatos de su madre. Momentos después de que Danielle llegue al baile, la Baronesa descubre la verdad de su identidad frente a Henry y toda la corte. Enfadado y en shock por su mentira, Henry se niega a escuchar cualquier explicación por su parte. Cuando sale corriendo del castillo, Danielle cae y pierde uno de sus zapatos, que más tarde encontrará Leonardo. Éste abronca al príncipe por su reacción y le deja el zapato. Henry se da cuenta de que Danielle es su alma gemela y cancela su boda con la Princesa Gabrielle en mitad de la ceremonia, para darse cuenta de que la Baronesa, que aún después de su actuación en la mascarada cree que Marguerite será la consorte del príncipe, ha vendido a Danielle al vil comerciante Pierre le Pieu, quien estaba obsesionado con Danielle. Al verla huir del castillo de Pierre le pide perdón por su ignorancia y le propone matrimonio, a lo que responde que sí y se besan. 
La Baronesa y sus dos hijas son llamadas a la corte, asumiendo que Henry planea pedir matrimonio a Marguerite. Sin embargo, la Reina, después de conocer todas las intrigas de la baronesa, las despoja a ella y a Marguerite de sus títulos y son amenazadas con el exilio de Francia. Henry introduce entonces a Danielle como su mujer, que pide al Rey y la Reina que traten a la Baronesa y a Marguerite de la misma manera que ellas la trataron. Son entonces enviadas a trabajar como criadas de limpieza en el palacio, quedando Jacqueline libre de castigo por la amabilidad que mostró hacia Danielle, convirtiéndose así en su dama de compañía.
Marie cuenta a los hermanos Grimm que Danielle era su tatarabuela y que aunque su historia se vio reducida a un cuento de hadas y que Danielle y Henry vivieran felices para siempre, lo cierto era que existieron. Los hermanos Grimm dejan el palacio de Marie para contar al mundo la verdadera historia de ‘’Cenicienta’’.

## Reparto

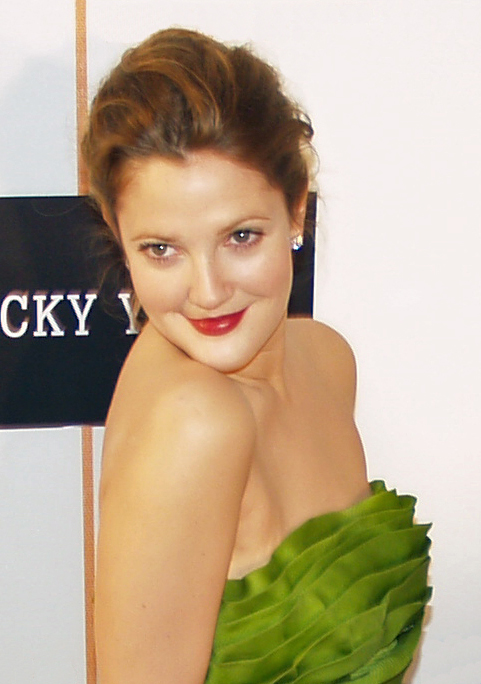
Drew Barrymore, protagonista de la película.

- Drew Barrymore como Danielle de Barbarac / "Condesa Nicole de Lancret"
  - Anna Maguire como la joven Danielle.
- Anjelica Huston como Baronesa Rodmilla de Gante.
- Dougray Scott como el príncipe Enrique.
- Megan Dodds como Marguerite de Ghent.
  - Elizabeth Earl como la joven Marguerite.
- Melanie Lynskey como Jacqueline de Ghent.
  - Alex Pooley como la joven Jacqueline.
- Patrick Godfrey como Leonardo da Vinci.
- Timothy West como Rey Francis.
- Judy Parfitt como Reina Marie.
- Richard O'Brien como Pierre le Pieu.
- Jeroen Krabbé como Auguste de Barbarac.
- Lee Ingleby como Gustave.
  - Ricki Cuttell como el joven Gustave.
- Walter Sparrow como Maurice.
- Matyelok Gibbs como Louise.
- Kate Lansbury como Paulette.
- Jeanne Moreau como la Gran Dama Marie Thérèse de Francia.
- Joerg Stadler as Wilhelm Grimm.
- Andy Henderson as Jacob Grimm.

## Producción
Por Siempre Jamás se grabó en el formato Super 35 mm; sin embargo, tanto la versión de pantalla ancha como la  recortada están incluidas en el DVD. Es la única película que Andy Tennant ha grabado en el formato Super 35.
El castillo principal de las películas es el Château de Hautefort, situado en la región francesa de Dordogne. Otros châteaux que aparecen en la película son los de Fénelon, de Losse, de Lanquais, de Baynac; así como la ciudad de Sarlat-la-Canéda.
El retrato de Danielle está basado en el original de Leonardo da Vinci Cabeza de muchacha (La Scapigliata).

## Recepción

### Recaudación
La película ganó $8.526.904 en su primer fin de semana en Estados Unidos, con una media de $4.825 por sala. Recaudó $65.705.771 en Estados Unidos y $32.299.895 en el extranjero, sumando un total de $98.005.666 a nivel mundial.

### Crítica
El agregador de críticas Rotten Tomatoes informa que el 90% de los críticos han dado una opinión favorable basada en 61 críticas, con una puntuación media de 7,5/10. El consenso es: Por Siempre Jamás es una dulce y rara nueva versión de la vieja historia, capitaneada por una sólida actuación de Drew Barrymore. Otro agregador de críticas, Metacritic, que asigna una puntuación sobre 100 recogida de críticas de medios generalistas, ofrece una puntuación favorable de 66 sobre 100 basado en 22 críticas.
Lisa Schwarzbaum de Entertainment Weekly dio a la película un B-, diciendo: "Contra todo pronóstico, Por Siempre Jamás sale bien parada. Esta nueva versión todavía está situada en el érase-una-vez siglo XVI, pero ofrece una activa y heroica protagonista del estilo 1990 (debate sobre teoría económica y derechos civiles con el príncipe) más que una barre-hogares pasiva que susurra Un Sueño Es Un Deseo Hecho Por Tu Corazón. También alabó la actuación de Anjelica Huston como la malvada madrastra.
Roger Ebert, del Chicago Sun Times, puntuó la película con 3 de 4 estrellas mientras comentaba que "la película está llena de sorpresas, ya que el viejo cuento aún tiene vida y pasión en él. Fui al cine esperando una película sensiblera para niños y me encontré con una romántica con la misma energía y entusiasmo que La máscara del Zorro. Recordé entonces que Drew Barrymore puede con la pantalla y nos envuelve con sus personajes."

## Premios
- Premio Saturn 1999 a la mejor actriz (Drew Barrymore)
- Premio Saturn 1999 al mejor vestuario (Jenny Beavan)
- Premio Kids' Choice Awards 1999 actriz favorita (Drew Barrymore)
- Premio Blockbuster Entertainment Award 1999 actriz favorita (Drew Barrymore)
- Premio Blockbuster Entertainment Award 1999 actriz secundaria favorita (Anjelica Huston)

## Adaptación musical
Actualmente, se está elaborando una versión musical de la película para Broadway, con libreto de Marcy Heisler y composición de Zina Goldrich. La premier original del musical estaba prevista para abril de 2009 en el Curran Theatre de San Francisco, pero la gira pre-Broadway fue postpuesta. En mayo de 2012 se anunció que la versión de Broadway seguía en pie con la dirección de Kathleen Marshall. También contará con el libre de Marcy Heisler y la composición de Zina Goldrich. El musical abrirá oficialmente en el Payper Mill Playhouse el 21 de mayo de 2015 con Sierra Boggess como Danielle, Jeremy Jordan como el Príncipe Enrique, y Ashley Spencer como Marguerite.